# Бокс на літніх Олімпійських іграх 1904
Бокс на літніх Олімпійських іграх 1904

## Загальний медальний залік
| Місце              | Країна             | Золото | Срібло | Бронза | Загалом |
| ------------------ | ------------------ | ------ | ------ | ------ | ------- |
| 1                  | США                | 7      | 7      | 5      | 19      |
| Загалом (1 збірна) | Загалом (1 збірна) | 7      | 7      | 5      | 19      |

## Медалісти
| Вагова категорія               | Золото                | Срібло                              | Бронза                                    |
| ------------------------------ | --------------------- | ----------------------------------- | ----------------------------------------- |
| Найлегша вага (до 47,6 кг)     | Джордж Фіннеган · США | Майлз Бурке · США                   | —                                         |
| Легша вага (до 52,2 кг)        | Олівер Кірк · США     | Джордж Фіннеган · США               | —                                         |
| Напівлегка вага (до 56,7 кг)   | Олівер Кірк · США     | Френк Геллер · США                  | Фредерік Гілмор · США                     |
| Легка вага (до 61,2 кг)        | Гаррі Спенджер · США  | Джек Іган · (Рассел ван Горн) · США | Рассел ван Горн · (Пітер Старгольт) · США |
| Напівсередня вага (до 65,8 кг) | Альберт Янг · США     | Гаррі Спенджер · США                | Джек Іган · США                           |
| Напівсередня вага (до 65,8 кг) | Альберт Янг · США     | Гаррі Спенджер · США                | Джо Лайдон · США                          |
| Середня вага (до 71,7 кг)      | Чарльз Майєр · США    | Бенджамін Спредлі · США             | —                                         |
| Важка вага (понад 71,1 кг)     | Самуель Бергер · США  | Чарльз Майєр · США                  | Вілліамс Майклс · США                     |